# Wallace (Caroline du Sud)
Pour les articles homonymes, voir Wallace.
Wallace est une census-designated place située dans le comté de Marlboro, dans l’État de Caroline du Sud, aux États-Unis. Lors du recensement de 2020, elle comptait 843 habitants.